# Juan Francisco Gutiérrez de Piñeres
Juan Francisco Gutiérrez de Piñeres (Lebeña 1732 - Madrid 1790) fue un político español y administrador imperial del entonces Virreinato de la Nueva Granada.

## Biografía
Nacido en Lebeña (Cantabria). Hijo de Francisco Gutiérrez de Piñeres y de Lucía Pariente. En 1777 fue nombrado como Regente de la Audiencia de Santa Fe de Bogotá y Visitador General de los Tribunales de Justicia y de Real Hacienda e Intendente de los Reales Ejércitos. Era tras el Virrey la segunda máxima autoridad en el Virreinato.
Durante su administración como regente visitador del Virreinato de la Nueva Granada desde 1778, debido a los aumentos de impuestos como la alcabala; establece impuestos y gravámenes a la sal, el tabaco, los juegos de cartas y los textiles de algodón, se desató la rebelión de los comuneros en 1781,iniciada en El Socorro (Santander), liderada por José Antonio Galán, Manuela Beltrán entre otros. Fue regente visitador hasta 1784, cuando regresa a España, y fue nombrado Consejero de Indias. Murió probablemente en Madrid en 1790.ano caliente